# Лион Ледърман
Лион Ледърман (на английски: Leon M. Lederman) е американски физик, носител на Нобелова награда за физика за 1988 г., заедно с Джак Стайнбъргър и Мелвин Шварц, за откриването на мюонното неутрино. Понастоящем е почетен директор на Националната ускорителна лаборатория „Енрико Ферми“ (Фермилаб).

## Биография
Роден е на 15 юли 1922 г. в Ню Йорк, САЩ, в семейството на имигранти – украински евреи Морис Ледерман от Киев и Мина Розенберг от Одеса. Придобива бакалавърска степен през 1943 г. в Сити Колидж в Ню Йорк, и докторска (1948) в Колумбийския университет. Назначен е за редовен професор в Колумбийския университет. През 1979 г. взема продължителна отпуска, за да стане директор на Фермилаб. Напуска Колумбийския университет и Фермилаб през 1989 г., след което за кратко работи в Чикагския университет, а после се установява в Илинойския технологичен институт, където работи и до днес.
Ледърман е един от главните протагонисти на американската учебна програма „Първо физиката“, която дава превес на обучението по физика пред биологията и химията.
Бил е директор на Американското физическо общество. Понастоящем е председател на борда на Бюлетина на атомните учени (на английски: Bulletin of the Atomic Scientists).
Ледърман започва да страда от загуба на паметта през 2011 г. и след като едвам плаща медицинските си сметки, му се налага да продаде нобеловата си награда за 765 хил. долара, за да покрива разходите си през 2015 г. Умира от усложнения на деменция на 3 октомври 2018 г. в Рексбърг, Айова.

## Признание
- Национален медал за наука;
- Награда „Волф“;
- Нобелова награда за физика (1988).